# Bernardino di Sanseverino
Pour les articles homonymes, voir Sanseverino (homonymie).
Pour les autres membres de la famille, voir Sanseverino (famille).
Bernardino di Sanseverino (1470-1517) est un aristocrate italien. Sa faveur à la cour de France lui permit de recouvrer les terres et titres de ses ancêtres, les seigneurs de Bisignano, à la suite de la première guerre d’Italie.

## Biographie
Fils de Girolamo di San Severino et de Vannella (ou Mondella) Gaetani, Bernardino di Sanseverino passa son enfance exilé en France à la suite de l'implication de son père dans la conjuration des barons, et s’y lia avec un compatriote, François de Paule. Il accompagna le roi Charles VIII lors de la première guerre d’Italie. Là, le souverain français le rétablit dans ses titres le 1er mai 1495, ce qui fut confirmé par lettres patentes en date du 26 août 1496 et une cérémonie d’investiture le 30 octobre 1496 ; cette décision fut encore confirmée à Valladolid le 27 avril 1506.  
Sa femme était Jeanne/Diana Eléonore Piccolimini d’Aragon (arrière-petite-fille illégitime par les femmes d’Alphonse V d'Aragon). Leur fille Giovanna a épousé Charles de Rohan-Gié, d'où une nombreuse postérité.  
Leur fils Pietrantonio reçut de l’empereur Charles Quint les insignes de l'ordre de la Toison d'or lors du bref pontifical de 1517. Il fut toujours fidèle à la couronne d'Espagne et, en 1530, reçut sur ses terres l'empereur qui revenait de Bologne, où il venait d’être couronné.